# 理查德·M·梅尔斯
理查德·M·梅尔斯（1954年3月24日—）是一位美国遗传学家和生物化学家，曾任斯坦福大学遗传学系主任和人类基因组中心主任，知名于在人类基因组计划（HGP）上的贡献，与美国能源部联合基因组研究所合作完成了2%的测序任务。